# MyHeritage
32°1′18.02″ пн. ш. 34°51′33.13″ сх. д. / 32.0216722° пн. ш. 34.8592028° сх. д.

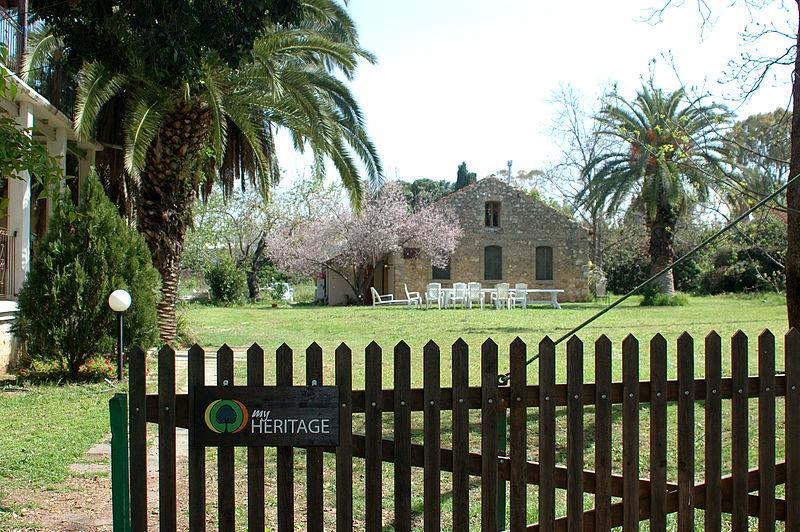
Перший офіс компанії в мошаві Бней-Атарот, Ізраїль

MyHeritage («Моя спадщина») — сімейно-орієнтована соціальна мережа і генеалогічний сайт, який дозволяє зареєстрованим учасникам створювати власні сімейні вебсайти, обмінюватися фотографіями і відео, організовувати сімейні свята, створювати родові дерева і шукати предків. Користувачі платформи можуть отримувати свої родинні дерева, завантажувати та переглядати фотографії, а також здійснювати пошук у понад 14 мільярдах історичних записів, серед інших функцій.
«Моя спадщина» («MyHeritage») налічує понад 71 000 000 користувачів і є одним з найбільших сайтів серед соціальних мереж і генеалогії.

### Можливості та недоліки сайту
Можливості
- Складання сімейних дерев різного виду та оформлення
- Друк сімейних дерев
- Друк звітів
- Ведення статистики
- Запрошення на сайт родичів
- Редагування не тільки за допомогою програми, але й за допомогою сайту
- Зв'язування власних сімейних дерев з іншими сімейними деревами сайту
- Складання родоводу за дезоксирибонуклеїновою кислотою (ДНК)

Недоліки
- Мало можливостей пошуку в безкоштовній версії
- Обмежена кількість українських історичних документів (газет, метрик, актів перепису і т. д.), тобто сайт орієнтований переважно на західних користувачів
- Дорога підписка
- Слабка технічна підтримка, особливо для тих, у кого безкоштовна версія

## Варіанти версій
|                        | Безкоштовна версія                | Premium версія                     | PremiumPlus версія                 | Повна версія                       |
| Ціна на рік            | безкоштовно                       | 89$                                | 139$                               | 199$                               |
| ---------------------- | --------------------------------- | ---------------------------------- | ---------------------------------- | ---------------------------------- |
| Розмір сімейного сайту | до 250 осіб                       | до 2500 осіб                       | необмежено                         | необмежено                         |
| Family Tree Builder    | Проста версія Family Tree Builder | Преміум версія Family Tree Builder | Преміум версія Family Tree Builder | Преміум версія Family Tree Builder |
| Smart Matches™         | -                                 | є                                  | є                                  | є                                  |
| Пошук дерев            | -                                 | -                                  | є                                  | є                                  |
| Instant Discoveries™   | -                                 | -                                  | є                                  | є                                  |
| SuperSearch™           | -                                 | -                                  | -                                  | є                                  |
| Record Matches         | -                                 | -                                  | -                                  | є                                  |
| Record Detective™      | -                                 | -                                  | -                                  | є                                  |

## Додатки
«MyHeritage App» — мобільний додаток для перегляду і редагування свого сімейного дерева.
"Family Tree Builder " — популярна програма для дослідження сімейної історії з безкоштовними оновленнями. Версія преміум містить розширені опції.
"Smart Matches™ — інструмент автоматичного пошуку для сімейного дерева збігів з профілями в інших сімейних деревах по всьому світу.
«Пошук дерев» — забезпечує доступ до мільярдів профілів сімейних дерев.
"Instant Discoveries™ — дозволяє додавати до свого сімейного дерева лише одним кліком цілі гілки з загальної величезної колекції профілів з сімейних древ та історичних архівних документів.
"SuperSearch™ — інструмент пошуку в більш ніж 12 мільярдів історичних архівних документів і профілів сімейних дерев. Цей архів містить записи про народження, шлюб і смерть з 48 країн і найбільший у світі історичний архів газет.
«Record Matches» — інструмент автоматичного пошуку відповідностей у безлічі історичних документів, що допомагає отримати нові відомості про людей у сімейному дереві, розширити і поповнити своє сімейне дерево та зберегти оцифровані оригінали документів.
"Record Detective™ — інструмент автоматичного розширення документальних архівів від одного історичного запису до інших схожих записів і родинних зв'язків.
«Хронологія» — дозволяє створити альбом з хронологією сім'ї або людини з усіма подіями і фотографіями.
«Книга життя» — хронологічний огляд датованих фотографій людини і його сім'ї.

### ДНК-генеалогія
MyHeritage DNA — це служба генетичного тестування, запущена 7 листопада 2016 року. Результати ДНК отримуються від домашніх тестових наборів, що дозволяють користувачам використовувати щічні мазки для збору зразків. Результати забезпечують збіги ДНК і роблять оцінку етнічної приналежності. У 2018 році компанія запропонувала 5000 таких наборів в рамках ініціативи з возз'єднання сімей мігрантів, розділених на кордоні США і Мексики. Компанія також запропонувала 15 000 наборів ДНК в рамках безкоштовної ініціативи під назвою DNA Quest, яка пов'язувала усиновлених з біологічними батьками.